# 普莱费尔公理

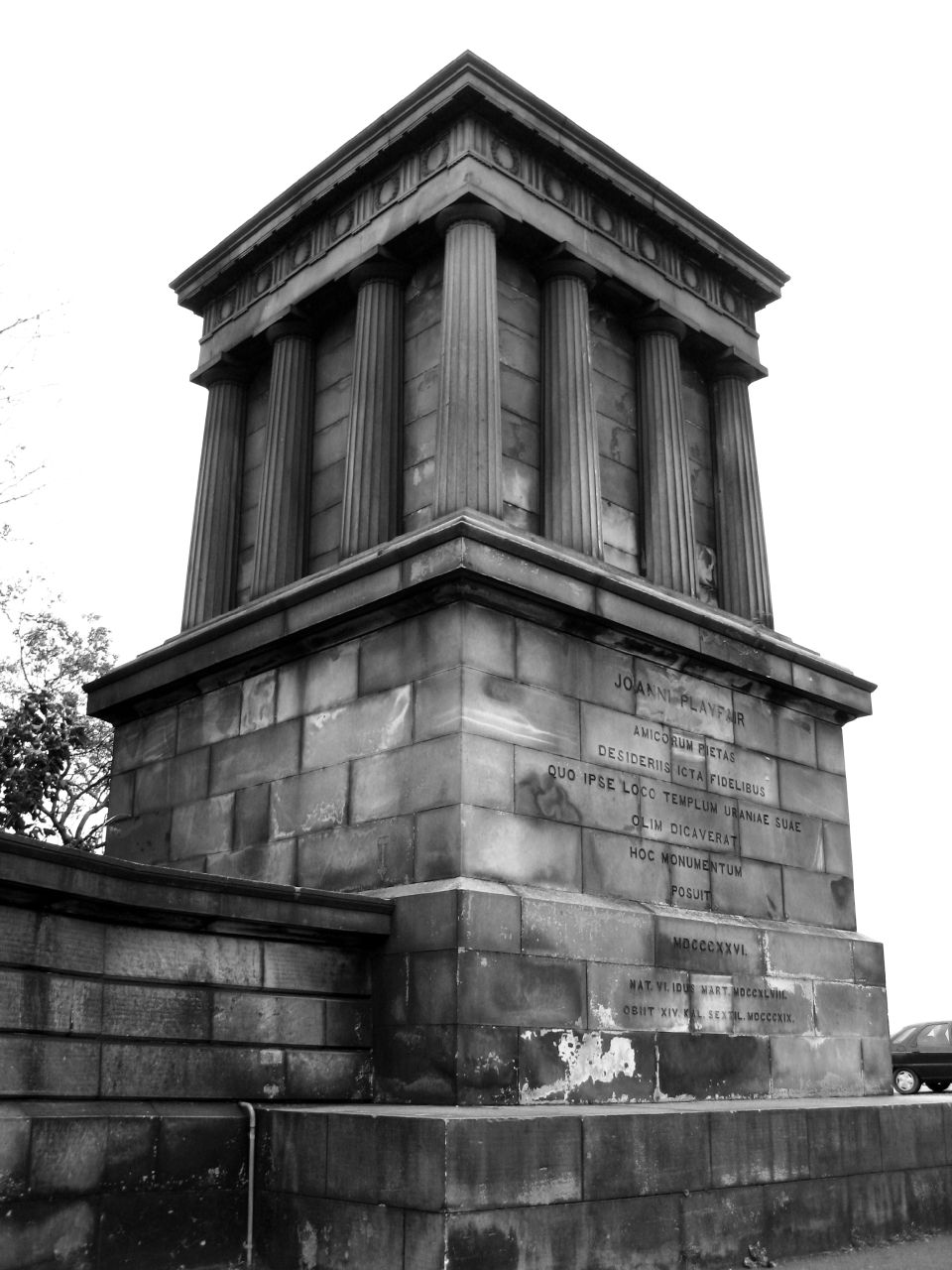
位于苏格兰爱丁堡卡尔顿山的普莱费尔纪念碑

普莱费尔公理（英語：Playfair's axiom）是一条几何公理，可以替代欧几里得第五公设（平行公设）：
分别在同一个平面上的一条直线和一个点，任意画直线穿过该点，最多只能画出一条直线与原来已有的直线平行。
普莱费尔公理与平行公设等价，是以苏格兰数学家约翰·普莱费尔（John Playfair）的名字命名的。该公理只需说明“最多只有一条直线”而不用要求“有且仅有一条直线”，这是因为结合其他公设可以推出这样的直线仅仅只有一条。
当大卫·希尔伯特提出希尔伯特公理时，他便使用的普莱费尔公理来替代欧几里得原先的公设。
普莱费尔公理的优点在于他不需要第三条直线来证明平面上的两条直线是否是平行的，而是利用了反推的原则来表述两条直线如果没有相交既是平行。